# Campeonato de Clubes de la CFU 2012
La Copa de clubes Campeones de la CFU 2012 fue la XIV edición en la historia del Campeonato de Clubes de la CFU. Se disputó entre el 25 de marzo al 21 de junio de 2012. El torneo de este año constó en la primera ronda de tres grupos de donde clasificaron el primer lugar de cada grupo y el mejor segundo lugar, los cuales avanzaron a una segunda etapa en un grupo de ocho equipos que jugaron del 1º al 6 de mayo. Los cuatro clasificados se unieron al dos veces campeón defensor: Puerto Rico Islanders y al Caledonia AIA de Trinidad en uno de los grupos de la segunda ronda, y el tres veces campeón W Connection de Trinidad y el Barracudas FC de Antigua, en el otro.
Debido a los cambios sufridos en la Concacaf Liga Campeones 2012-2013 por primera vez los tres clasificados resultantes disputan la fase de grupos de dicho torneo. En una edición que marcó el debut internacional de Curazao a nivel de clubes, Trinidad y Tobago regresó por sus fueros al ubicar en la final a sus dos representantes, llevándose el título el Caledonia AIA sobre el W Connection, mientras que el Puerto Rico Islanders obtuvo la tercera plaza.

## Equipos participantes
Participan 15 clubes pertenecientes a 9 países en el Campeonato de Clubes de la CFU 2012.

### Representantes por país
| País                      | Equipo                           | Vía de clasificación                                                                                 |
| ------------------------- | -------------------------------- | --- |
| Antigua y Barbuda 1 cupos | Antigua Barracuda FC             | 6° USL Championship 2011                                                                             |
| Bermudas 1 cupo           | North Village Rams               | Campeón Liga Premier de Bermudas 2010-11                                                             |
| Curazao 2 cupos           | Hubentut Fortuna Centro Barber*  | Campeón Liga de Curazao Primera División 2010-11 Subcampeón Liga de Curazao Primera División 2010-11 |
| Guyana 2 cupos            | Alpha United FC Milerock FC      | Campeón GFF Superliga 2010 Subcampeón GFF Superliga 2010                                             |
| Haití 2 cupos             | Victory SC Baltimore SC*         | Campeón Liga de fútbol de Haití Clausura 2010 Campeón Liga de fútbol de Haití Apertura 2011          |
| Islas Caimán 2 cupos      | Elite George Town SC             | Campeón CIFA Premier League 2010-11 Subcampeón CIFA Premier League 2010-11                           |
| Puerto Rico 2 cupos       | Puerto Rico Islanders Bayamón FC | Campeón del Campeonato de Clubes de la CFU 2011 Campeón Puerto Rico Soccer League 2011               |
| Surinam 1 cupo            | Inter Moengotapoe                | Campeón Hoofdklasse 2010-11                                                                          |
| Trinidad y Tobago 2 cupos | W Connection Caledonia AIA       | Campeón TT Pro League 2011-12 Subcampeón TT Pro League 2011-12                                       |

[*] Se retiraron del Campeonato de Clubes de la CFU 2012 antes de iniciar sus partidos respectivos.

## Primera Ronda

### Grupo A
| Equipo             | Pts | PJ | PG | PE | PP | GF | GC | Dif |
| ------------------ | --- | -- | -- | -- | -- | -- | -- | --- |
| George Town SC     | 4   | 2  | 1  | 1  | 0  | 2  | 1  | 1   |
| Elite              | 3   | 2  | 1  | 0  | 1  | 3  | 3  | 0   |
| North Village Rams | 1   | 2  | 0  | 1  | 0  | 2  | 1  | -1  |

| Fecha               | Lugar                      | Local              | Resultado                                                                                                   | Visitante          |
| ------------------- | -------------------------- | ------------------ | --- | ------------------ |
| 25 de marzo de 2012 | George Town (Islas Caimán) | George Town SC     | 0:0 (enlace roto disponible en Internet Archive; véase el historial, la primera versión y la última).       | North Village Rams |
| 27 de marzo de 2012 | George Town (Islas Caimán) | North Village Rams | 1:2 (0:1) (enlace roto disponible en Internet Archive; véase el historial, la primera versión y la última). | Elite              |
| 29 de marzo de 2012 | George Town (Islas Caimán) | Elite              | 1:2 (1:1) (enlace roto disponible en Internet Archive; véase el historial, la primera versión y la última). | George Town SC     |

### Grupo B
| Equipo            | Pts | PJ | PG | PE | PP | GF | GC | Dif |
| ----------------- | --- | -- | -- | -- | -- | -- | -- | --- |
| Inter Moengotapoe | 9   | 3  | 3  | 0  | 0  | 11 | 3  | 8   |
| Alpha United FC   | 6   | 3  | 2  | 0  | 1  | 5  | 2  | 3   |
| Hubentut Fortuna  | 3   | 3  | 1  | 0  | 2  | 5  | 7  | -2  |
| Milerock FC       | 0   | 3  | 0  | 0  | 3  | 2  | 11 | -9  |

| Fecha               | Lugar                        | Local             | Resultado                                                                                                   | Visitante         |
| ------------------- | ---------------------------- | ----------------- | --- | ----------------- |
| 17 de abril de 2012 | Estadio Providencia (Guyana) | Milerock FC       | 1:2 (1:0) (enlace roto disponible en Internet Archive; véase el historial, la primera versión y la última). | Hubentut Fortuna  |
| 17 de abril de 2012 | Estadio Providencia (Guyana) | Alpha United FC   | 0:1 (0:1) (enlace roto disponible en Internet Archive; véase el historial, la primera versión y la última). | Inter Moengotapoe |
| 19 de abril de 2012 | Estadio Providencia (Guyana) | Inter Moengotapoe | 7:1 (2:1) (enlace roto disponible en Internet Archive; véase el historial, la primera versión y la última). | Milerock FC       |
| 19 de abril de 2012 | Estadio Providencia (Guyana) | Hubentut Fortuna  | 1:3 (0:2) (enlace roto disponible en Internet Archive; véase el historial, la primera versión y la última). | Alpha United FC   |
| 21 de abril de 2012 | Estadio Providencia (Guyana) | Alpha United FC   | 2:0 (1:0) (enlace roto disponible en Internet Archive; véase el historial, la primera versión y la última). | Milerock FC       |
| 21 de abril de 2012 | Estadio Providencia (Guyana) | Inter Moengotapoe | 3:2 (1:1) (enlace roto disponible en Internet Archive; véase el historial, la primera versión y la última). | Hubentut Fortuna  |

### Grupo C
| Equipo       | Pts | PJ | PG | PE | PP | GF | GC | Dif |
| ------------ | --- | -- | -- | -- | -- | -- | -- | --- |
| Victory SC   | 4   | 2  | 1  | 1  | 0  | 6  | 2  | 4   |
| Baltimore SC | 4   | 2  | 1  | 1  | 0  | 3  | 1  | 2   |
| Bayamón FC   | 0   | 2  | 0  | 0  | 2  | 1  | 7  | -6  |

| Fecha               | Lugar           | Local        | Resultado                                                                                                   | Visitante  |
| ------------------- | --------------- | ------------ | --- | ---------- |
| 17 de abril de 2012 | Puerto Príncipe | Baltimore SC | 2:0 (1:0) (enlace roto disponible en Internet Archive; véase el historial, la primera versión y la última). | Bayamón FC |
| 19 de abril de 2012 | Puerto Príncipe | Bayamón FC   | 1:5 (0:2) (enlace roto disponible en Internet Archive; véase el historial, la primera versión y la última). | Victory SC |
| 21 de abril de 2012 | Puerto Príncipe | Baltimore SC | 1:1 (0:0) (enlace roto disponible en Internet Archive; véase el historial, la primera versión y la última). | Victory SC |

## Segunda Ronda

### Grupo A
| Equipo                  | Pts | PJ | PG | PE | PP | GF | GC | Dif |
| ----------------------- | --- | -- | -- | -- | -- | -- | -- | --- |
| Puerto Rico Islanders   | 4   | 2  | 1  | 1  | 0  | 8  | 0  | +8  |
| Caledonia AIA           | 4   | 2  | 1  | 1  | 0  | 5  | 0  | +5  |
| George Town SC          | 0   | 2  | 0  | 0  | 2  | 0  | 13 | -13 |
| Baltimore SC (retirado) | -   | -  | -  | -  | -  | -  | -  | -   |

| Fecha              | Lugar       | Local                 | Resultado                                                                                                   | Visitante             |
| ------------------ | ----------- | --------------------- | --- | --------------------- |
| 21 de mayo de 2012 | George Town | Puerto Rico Islanders | 0:0 (enlace roto disponible en Internet Archive; véase el historial, la primera versión y la última).       | Caledonia AIA         |
| 23 de mayo de 2012 | George Town | Caledonia AIA         | 5:0 (0:0) (enlace roto disponible en Internet Archive; véase el historial, la primera versión y la última). | George Town SC        |
| 25 de mayo de 2012 | George Town | George Town SC        | 0:8 (0:5) (enlace roto disponible en Internet Archive; véase el historial, la primera versión y la última). | Puerto Rico Islanders |

### Grupo B
| Equipo               | Pts | PJ | PG | PE | PP | GF | GC | Dif |
| -------------------- | --- | -- | -- | -- | -- | -- | -- | --- |
| Antigua Barracuda FC | 7   | 3  | 2  | 1  | 0  | 5  | 1  | 4   |
| W Connection         | 6   | 3  | 2  | 0  | 1  | 9  | 2  | 7   |
| Victory SC           | 4   | 3  | 1  | 1  | 1  | 8  | 4  | 4   |
| Inter Moengotapoe    | 0   | 3  | 0  | 0  | 3  | 2  | 17 | -15 |

| Fecha              | Lugar     | Local                | Resultado                                                                                                   | Visitante            |
| ------------------ | --------- | -------------------- | --- | -------------------- |
| 6 de mayo de 2012  | Marabella | W Connection         | 2:0 (1:0) (enlace roto disponible en Internet Archive; véase el historial, la primera versión y la última). | Victory SC           |
| 6 de mayo de 2012  | Marabella | Antigua Barracuda FC | 3:0 (2:0) (enlace roto disponible en Internet Archive; véase el historial, la primera versión y la última). | Inter Moengotapoe    |
| 8 de mayo de 2012  | Marabella | Victory SC           | 0:0 (enlace roto disponible en Internet Archive; véase el historial, la primera versión y la última).       | Antigua Barracuda FC |
| 8 de mayo de 2012  | Marabella | Inter Moengotapoe    | 0:6 (0:3) (enlace roto disponible en Internet Archive; véase el historial, la primera versión y la última). | W Connection         |
| 10 de mayo de 2012 | Marabella | Inter Moengotapoe    | 2:8 (2:3) (enlace roto disponible en Internet Archive; véase el historial, la primera versión y la última). | Victory SC           |
| 10 de mayo de 2012 | Marabella | W Connection         | 1:2 (1:2) (enlace roto disponible en Internet Archive; véase el historial, la primera versión y la última). | Antigua Barracuda FC |

### Fase Final
La última fase del torneo se jugó en Marabella, Trinidad y Tobago.
|  | Semifinales           | Semifinales         |              |                     | Final                | Final               |  |
|  | 19 de junio de 2012   | 19 de junio de 2012 |              |                     | 21 de junio de 2012  | 21 de junio de 2012 |  |
|  |                       |                     |              |                     |                      |                     |  |
|  |                       |                     |              |                     |                      |                     |  |
|  | Antigua Barracuda FC  | 0                   |              |                     |                      |                     |  |
|  | Antigua Barracuda FC  | 0                   |              |                     |                      |                     |  |
|  | Caledonia AIA         | 2                   |              |                     |                      |                     |  |
|  | Caledonia AIA         | 2                   |              | Caledonia AIA (pen) | 1 (4)                |                     |  |
|  |                       |                     |              | Caledonia AIA (pen) | 1 (4)                |                     |  |
|  |                       |                     | W Connection | 1 (3)               |                      |                     |  |
|  | Puerto Rico Islanders | 1                   | W Connection | 1 (3)               |                      |                     |  |
|  | Puerto Rico Islanders | 1                   |              |                     |                      |                     |  |
|  | W Connection          | 4                   |              |                     | Tercer lugar         | Tercer lugar        |  |
|  | W Connection          | 4                   |              |                     | Tercer lugar         | Tercer lugar        |  |
|  |                       |                     |              |                     |                      |                     |  |
|  |                       |                     |              |                     | Antigua Barracuda FC | 0                   |  |
|  |                       |                     |              |                     | Antigua Barracuda FC | 0                   |  |
|  |                       |                     |              |                     | P.R. Islanders       | 2                   |  |
|  |                       |                     |              |                     | P.R. Islanders       | 2                   |  |
|  |                       |                     |              |                     |                      |                     |  |

#### Semifinales
| 19 de junio de 2012, 18:00 | Antigua Barracuda FC | 0:2 (0:0) | Caledonia AIA               | Manny Ramjohn, Marabella, Trinidad y Tobago                         |                                                                     |
|                            |                      | Reporte   | Abu Bakr 65' · Jorsling 86' | Asistencia: 305 espectadores Árbitro(s): Jermain Elskamp, (Surinam) | Asistencia: 305 espectadores Árbitro(s): Jermain Elskamp, (Surinam) |

| 19 de junio de 2012, 20:00 | Puerto Rico Islanders | 1:4 (0:1) | W Connection                             | Manny Ramjohn, Marabella, Trinidad y Tobago                        |                                                                    |
|                            | Hansen 76'            | Reporte   | Britto 28', 66' · Britto 58' · Arcia 90' | Asistencia: 400 espectadores Árbitro(s): Trevor Taylor, (Barbados) | Asistencia: 400 espectadores Árbitro(s): Trevor Taylor, (Barbados) |

#### Tercer Lugar
| 21 de junio de 2012, 18:00 | Antigua Barracuda FC | 0:2 (0:1) | Puerto Rico Islanders | Manny Ramjohn, Marabella, Trinidad y Tobago                        |                                                                    |
|                            |                      | Reporte   | Hansen 19' · Faña 52' | Asistencia: 250 espectadores Árbitro(s): Adrian Skeete, (Barbados) | Asistencia: 250 espectadores Árbitro(s): Adrian Skeete, (Barbados) |

#### Final
| 21 de junio de 2012, 20:00 | Caledonia AIA | 1:1 (0:0, 0:0) | W Connection | Manny Ramjohn, Marabella, Trinidad y Tobago                        |                                                                    |
|                            | Abu Bakr 97'  | Reporte        | León 103'    | Asistencia: 400 espectadores Árbitro(s): Antonius Pinas, (Surinam) | Asistencia: 400 espectadores Árbitro(s): Antonius Pinas, (Surinam) |

| Tanda de penaltis |  |     |  |         |
| Moore             |  | 1:1 |  | León    |
| Jorsling          |  | 2:1 |  | Cupid   |
| Smith             |  | 3:2 |  | Jones   |
| Edwards           |  | 3:3 |  | Arcia   |
| David             |  | 4:3 |  | Peltier |

| Campeón                 |
| Caledonia AIA 1º título |

## Clasificados aConcacaf Liga Campeones 2012-13
| Caledonia AIA | Puerto Rico Islanders | W Connection |
| ------------- | --------------------- | ------------ |